# Calendrier badīʿ
Cette page contient des caractères spéciaux ou non latins. S’ils s’affichent mal (▯, ?, etc.), consultez la page d’aide Unicode.
Le calendrier badīʿ  (badīʿ = « Nouveau ») utilisé dans la Foi baha’ie est un calendrier solaire avec des années normales de 365 jours et des années bissextiles de 366 jours, comme il est expliqué dans le Kitāb-i Aqdas. L'année est divisée en 19 mois de 19 jours, auxquels s'ajoutent des « Jours intercalaires » (4 en année normale et 5 en année bissextile) placés entre les 18e et 19e mois (approximativement du 26 février au 1er mars inclus). L'année du calendrier baha’i commence à l'équinoxe de printemps à Téhéran (habituellement le 20 ou 21 mars du calendrier grégorien). Les jours commencent la veille au coucher du soleil et s'achèvent au coucher du soleil du jour en question.

## Histoire
Le calendrier baha’i fut créé par le Bāb, qui choisit une prière du cinquième imam chiite pour nommer les mois. Bahāʾ-Allāh confirma et adopta ce calendrier, et décréta que le premier jour de l'année (Naw-Rūz), serait l'équinoxe de printemps (dans l'hémisphère nord) pouvant survenir les 20, 21 ou 22 mars. C'est aussi lui qui décida de la place des « Jours intercalaires », nommés Ayyām-i-Hā (littéralement Jours de Hā). Tous les quatre ans, un cinquième jour intercalaire joue le rôle du 29 février dans le calendrier grégorien.
Les années du calendrier baha’i se comptent à partir du 21 mars 1844 du calendrier grégorien (1er jour de rabiʿ al-awwal 1260 après l'Hégire), qui est le commencement de « l'Ère baha’ie » (en abrégé E.B.). Ainsi, l'année 1 E.B. se déroula du 21 mars 1844 au 20 mars 1845.
Shoghi Effendi, le « Gardien de la Cause de Dieu » (Walī Amrʾuʾllāh), déclara que le calendrier baha’i devait être provisoirement « verrouillé » sur le calendrier grégorien et que la nouvelle année devait ainsi « toujours » commencer au coucher du soleil le 20 mars.
Mais le 10 juillet 2014, la Maison Universelle de Justice a désigné Téhéran comme point de référence du globe terrestre pour définir le jour retenu durant lequel l'équinoxe de printemps se produit entre deux couchers de soleil, en ce lieu. Décision prenant effet, pour la première fois, le 20 mars 2015,.

### Dates de Naw-Rūz
Selon la nouvelle définition du début de l'année de ce calendrier, Naw-Rūz n'est plus systématiquement le 21 mars du calendrier grégorien.
La date de Naw-Rūz exprimée en date grégorienne varie dorénavant de façon alternative (entre le 20 et le 21 mars) comme présenté dans le tableau ci-dessous:
| Année baha'ie | Date grégorienne de Naw-Rūz |
| ------------- | --------------------------- |
| 172           | 21 mars 2015                |
| 173           | 20 mars 2016                |
| 174           | 20 mars 2017                |
| 175           | 21 mars 2018                |
| 176           | 21 mars 2019                |
| 177           | 20 mars 2020                |
| 178           | 20 mars 2021                |
| 179           | 21 mars 2022                |
| 180           | 21 mars 2023                |
| 181           | 20 mars 2024                |
| 182           | 20 mars 2025                |
| 183           | 21 mars 2026                |
| 184           | 21 mars 2027                |
| 185           | 20 mars 2028                |
| 186           | 20 mars 2029                |

## Mois baha'is
| Ordre      | Nom         | Écriture arabe | Traduction de l'arabe | Dates grégoriennes approximatives |
| ---------- | ----------- | -------------- | --------------------- | --------------------------------- |
| 1          | Bahāʾ       | بهاء           | Splendeur             | 21 mars - 8 avril                 |
| 2          | Ǧalāl       | جلال           | Gloire                | 9 avril - 27 avril                |
| 3          | Ǧamāl       | جمال           | Beauté                | 28 avril - 16 mai                 |
| 4          | ʿAẓamat     | عظمة           | Grandeur              | 17 mai - 4 juin                   |
| 5          | Nūr         | نور            | Lumière               | 5 juin - 23 juin                  |
| 6          | Raḥmat      | رحمة           | Miséricorde           | 24 juin - 12 juillet              |
| 7          | Kalimāt     | كلمات          | Paroles               | 13 juillet - 31 juillet           |
| 8          | Kamāl       | كمال           | Perfection            | 1er août - 19 août                |
| 9          | Asmāʾ       | اسماء          | Noms                  | 20 août - 7 septembre             |
| 10         | ʿIzzat      | عزة            | Puissance             | 8 septembre - 26 septembre        |
| 11         | Mašiyyat    | مشية           | Volonté               | 27 septembre - 15 octobre         |
| 12         | ʿIlm        | علم            | Connaissance          | 16 octobre - 3 novembre           |
| 13         | Qudrat      | قدرة           | Pouvoir               | 4 novembre - 22 novembre          |
| 14         | Qawl        | قول            | Discours              | 23 novembre - 11 décembre         |
| 15         | Masāʾil     | مسائل          | Questions             | 12 décembre - 30 décembre         |
| 16         | Šaraf       | شرف            | Honneur               | 31 décembre - 18 janvier          |
| 17         | Ṣulṭān      | سلطان          | Souveraineté          | 19 janvier - 6 février            |
| 18         | Mulk        | ملك            | Empire                | 7 février - 25 février            |
| [ note 2 ] | Ayyām-i-Hāʾ | ايام الهاء     | Jours de Hā           | 26 février - 1er mars             |
| 19         | ʿAlāʾ       | علاء           | Élévation             | 2 mars - 20 mars (mois du jeûne.) |

Notes :
1. ↑  Dates exactes du 1er au 18e mois inclus lorsque Naw-Rūz tombe le 21 mars.
Et exactes toute l'année si, en plus, les années baha'ie et grégorienne sont simultanément, soit communes, soit bissextiles.
2. ↑  Cette période, de 4 jours (de 5 jours pour les années bissextiles), placée entre l'avant-dernier et le dernier mois, sont les jours intercalaires.

## Jours saints baha’is
| Fête                       | Dates                                                | Chômée |
| -------------------------- | ---------------------------------------------------- | ------ |
| Naw-Rūz (Nouvel an baha’i) | ≃ 21 mars                                            | Oui    |
| Premier jour de Riḍvān     | 13 Ǧalāl (≃ 21 avril)                                | Oui    |
| Neuvième jour de Riḍvān    | 2 Ǧamāl (≃ 29 avril)                                 | Oui    |
| Douzième jour de Riḍvān    | 5 Ǧamāl (≃ 2 mai)                                    | Oui    |
| Déclaration du Bāb         | 8 ʿAẓamat (≃ 23 mai)                                 | Oui    |
| Ascension de Bahāʾ-Allāh   | 13 ʿAẓamat (≃ 29 mai)                                | Oui    |
| Martyre du Bāb             | 17 Raḥmat (≃ 9 juillet)                              | Oui    |
| Naissance du Bāb           | premier jour suivant la huitième lune après Naw-Rūz  | Oui    |
| Naissance de Bahāʾ-Allāh   | deuxième jour suivant la huitième lune après Naw-Rūz | Oui    |
| Jour de l’Alliance         | 4 Qawl (≃ 26 novembre)                               | Non    |
| Ascension de ʿAbd-al-Bahāʾ | 6 Qawl (≃ 28 novembre)                               | Non    |

## Semaine baha’ie
| Nom Arabe | Écriture arabe | Traduction   | Jour de la semaine grégorienne équivalent |
| --------- | -------------- | ------------ | ----------------------------------------- |
| Ǧalāl     | جلال           | Gloire       | samedi                                    |
| Ǧamāl     | جمال           | Beauté       | dimanche                                  |
| Kamāl     | كمال           | Perfection   | lundi                                     |
| Fiḍāl     | فضال           | Grâce        | mardi                                     |
| ʿIdāl     | عدال           | Justice      | mercredi                                  |
| Istiǧlāl  | استجلال        | Majesté      | jeudi                                     |
| Istiqlāl  | استقلال        | Indépendance | vendredi                                  |

## Wāḥid et Kull-i Šayʾ
Il existe dans ce calendrier des cycles de 19 ans appelés Wāḥid et de 361 ans (19 × 19) appelés Kull-i Šayʾ (mot à mot : « toutes choses »).
Le neuvième cycle Wāḥid du premier super-cycle Kull-i Šayʾ a commencé en mars 1996. Le dixième (et actuel) cycle Wāḥid, de ce premier super-cycle Kull-i Šayʾ, a commencé en mars 2015. Le milieu de l'actuel super-cycle Kull-i Šayʾ a eu lieu en septembre 2024, qui est aussi le milieu de ce dixième cycle Wāḥid. Le second super-cycle Kull-i Šayʾ commencera en mars 2205 (les années se calculent à partir de l'année grégorienne 1844).
Note : Le nombre 19 a une valeur symbolique toute particulière dans les écrits du Bāb, et d'un point de vue astronomique il correspond au cycle de Méton, dans lequel 19 années solaires équivalent à 235 mois lunaires (à 2 heures près). Donc au bout de dix-neuf ans, les mêmes dates de l'année correspondent aux mêmes phases de la Lune.
| No. | Nom Arabe | Écriture arabe | Traduction     | 1 W  | 2 W  | 3 W  | 4 W  | 5 W  | 6 W  | 7 W  | 8 W  | 9 W  | 10 W | 11 W | 12 W | 13 W | 14 W | 15 W | 16 W | 17 W | 18 W | 19 W |
| --- | --------- | -------------- | -------------- | ---- | ---- | ---- | ---- | ---- | ---- | ---- | ---- | ---- | ---- | ---- | ---- | ---- | ---- | ---- | ---- | ---- | ---- | ---- |
| 1   | Alif      | أﻟﻒ            | A              | 1844 | 1863 | 1882 | 1901 | 1920 | 1939 | 1958 | 1977 | 1996 | 2015 | 2034 | 2053 | 2072 | 2091 | 2110 | 2129 | 2148 | 2167 | 2186 |
| 2   | Bāʾ       | باء            | B              | 1845 | 1864 | 1883 | 1902 | 1921 | 1940 | 1959 | 1978 | 1997 | 2016 | 2035 | 2054 | 2073 | 2092 | 2111 | 2130 | 2149 | 2168 | 2187 |
| 3   | Ab        | أب             | Père           | 1846 | 1865 | 1884 | 1903 | 1922 | 1941 | 1960 | 1979 | 1998 | 2017 | 2036 | 2055 | 2074 | 2093 | 2112 | 2131 | 2150 | 2169 | 2188 |
| 4   | Dāl       | دﺍﻝ            | D              | 1847 | 1866 | 1885 | 1904 | 1923 | 1942 | 1961 | 1980 | 1999 | 2018 | 2037 | 2056 | 2075 | 2094 | 2113 | 2132 | 2151 | 2170 | 2189 |
| 5   | Bāb       | باب            | Porte          | 1848 | 1867 | 1886 | 1905 | 1924 | 1943 | 1962 | 1981 | 2000 | 2019 | 2038 | 2057 | 2076 | 2095 | 2114 | 2133 | 2152 | 2171 | 2190 |
| 6   | Wāw       | وﺍو            | W              | 1849 | 1868 | 1887 | 1906 | 1925 | 1944 | 1963 | 1982 | 2001 | 2020 | 2039 | 2058 | 2077 | 2096 | 2115 | 2134 | 2153 | 2172 | 2191 |
| 7   | Abad      | أبد            | Éternité       | 1850 | 1869 | 1888 | 1907 | 1926 | 1945 | 1964 | 1983 | 2002 | 2021 | 2040 | 2059 | 2078 | 2097 | 2116 | 2135 | 2154 | 2173 | 2192 |
| 8   | Ǧād       | جاد            | Générosité     | 1851 | 1870 | 1889 | 1908 | 1927 | 1946 | 1965 | 1984 | 2003 | 2022 | 2041 | 2060 | 2079 | 2098 | 2117 | 2136 | 2155 | 2174 | 2193 |
| 9   | Bahāʾ     | بهاء           | Splendeur      | 1852 | 1871 | 1890 | 1909 | 1928 | 1947 | 1966 | 1985 | 2004 | 2023 | 2042 | 2061 | 2080 | 2099 | 2118 | 2137 | 2156 | 2175 | 2194 |
| 10  | Ḥubb      | حب             | Amour          | 1853 | 1872 | 1891 | 1910 | 1929 | 1948 | 1967 | 1986 | 2005 | 2024 | 2043 | 2062 | 2081 | 2100 | 2119 | 2138 | 2157 | 2176 | 2195 |
| 11  | Bahhāǧ    | بهاج           | Délicieux      | 1854 | 1873 | 1892 | 1911 | 1930 | 1949 | 1968 | 1987 | 2006 | 2025 | 2044 | 2063 | 2082 | 2101 | 2120 | 2139 | 2158 | 2177 | 2196 |
| 12  | Ǧawāb     | جواب           | Réponse        | 1855 | 1874 | 1893 | 1912 | 1931 | 1950 | 1969 | 1988 | 2007 | 2026 | 2045 | 2064 | 2083 | 2102 | 2121 | 2140 | 2159 | 2178 | 2197 |
| 13  | Aḥad      | احد            | Un(ique)       | 1856 | 1875 | 1894 | 1913 | 1932 | 1951 | 1970 | 1989 | 2008 | 2027 | 2046 | 2065 | 2084 | 2103 | 2122 | 2141 | 2160 | 2179 | 2198 |
| 14  | Wahhāb    | وﻫﺎب           | Libéral        | 1857 | 1876 | 1895 | 1914 | 1933 | 1952 | 1971 | 1990 | 2009 | 2028 | 2047 | 2066 | 2085 | 2104 | 2123 | 2142 | 2161 | 2180 | 2199 |
| 15  | Widād     | وداد           | Affection      | 1858 | 1877 | 1896 | 1915 | 1934 | 1953 | 1972 | 1991 | 2010 | 2029 | 2048 | 2067 | 2086 | 2105 | 2124 | 2143 | 2162 | 2181 | 2200 |
| 16  | Badīʿ     | بديء           | Début          | 1859 | 1878 | 1897 | 1916 | 1935 | 1954 | 1973 | 1992 | 2011 | 2030 | 2049 | 2068 | 2087 | 2106 | 2125 | 2144 | 2163 | 2182 | 2201 |
| 17  | Bahī      | بهي            | Splendide      | 1860 | 1879 | 1898 | 1917 | 1936 | 1955 | 1974 | 1993 | 2012 | 2031 | 2050 | 2069 | 2088 | 2107 | 2126 | 2145 | 2164 | 2183 | 2202 |
| 18  | Abhā      | ابهى           | Plus splendide | 1861 | 1880 | 1899 | 1918 | 1937 | 1956 | 1975 | 1994 | 2013 | 2032 | 2051 | 2070 | 2089 | 2108 | 2127 | 2146 | 2165 | 2184 | 2203 |
| 19  | Wāḥid     | واحد           | Unité          | 1862 | 1881 | 1900 | 1919 | 1938 | 1957 | 1976 | 1995 | 2014 | 2033 | 2052 | 2071 | 2090 | 2109 | 2128 | 2147 | 2166 | 2185 | 2204 |

Pour donner un exemple concret, le lundi 1er janvier 2001 du calendrier grégorien (1er jour du IIIe millénaire de l’ère chrétienne) est, selon le calendrier baha’i, le Kamāl 2 Šaraf 157 (02/16/157 ou 157-16-02 EB).